# Genetta piscivora
Genetta piscivora (генета водна) — вид хижих ссавців з родини Віверові (Viverridae). Ендемік для ДР Конго, де нерівномірно розподілений від правого берега р. Конго на схід до Великої рифтової долини. Проживає на висоті 460—1500 м над рівнем моря. Вважаються одними з найрідкісніших африканських хижаків, відомий тільки по близько 30 музейним зразкам. Майже всі зразки були отримані від місцевих мисливців, які піймали їх пастками, які зазвичай ставлять на стежки поблизу малих річок. Рибоїдний вид, житель вологого тропічного лісу, де переважають дерева роду Gilbertiodendron (родина бобові, підродина цезальпінієві).

## Загрози та охорона
Основні загрози не з'ясовані. На них полюють як на м'ясо диких тварин пігмеї бамбуті; їх м'ясо є табу для всіх, окрім старійшин. Не відомо чи існують серйозні загрози для їх середовища проживання. Має повний захист, забезпечений постановою уряду країни. Присутній в заповіднику Окапі.